# Arenaria (dier)
Arenaria (Steenlopers) is een geslacht van vogels uit de familie strandlopers en snippen (Scolopacidae). Het geslacht telt twee soorten.

## Soorten
- Arenaria interpres – Steenloper
- Arenaria melanocephala – Zwarte steenloper